# Royaume de Grèce
Pour un article plus général, voir  Histoire de la Grèce depuis le XIXe siècle.
 (mars 2022).
Si vous disposez d'ouvrages ou d'articles de référence ou si vous connaissez des sites web de qualité traitant du thème abordé ici, merci de compléter l'article en donnant les références utiles à sa vérifiabilité et en les liant à la section « Notes et références ».
1832–1924
1935–1941
1944–1973
Entités précédentes :
- République hellénique (Ire) (1832)
- République des îles Ioniennes (1864)
- Empire ottoman
- Principauté de Samos (1912)
- Royaume de Bulgarie
- État libre d'Icarie (1913)
- Crète autonome (1913)
- République hellénique (IIe) (1935)
- État grec  (1944)

Entités suivantes :
- République hellénique (IIe) (1924)
- État grec  (1941)
- République hellénique (dictature des colonels) (1973)
- République hellénique (IIIe)

Le royaume de Grèce, en grec Βασίλειον τῆς Ἑλλάδος (Vasíleion tīs Elládos), est le régime politique en vigueur en Grèce de 1832 jusqu'au milieu des années 1970, à l'exception d'un intermède républicain entre 1924 et 1935.

## Histoire

### Fondation
Le royaume de Grèce fut un État établi en 1832 à la suite du traité de Londres par les grandes puissances de l'époque (Royaume-Uni, France et Russie). Le traité fixait la pleine indépendance de la Grèce envers l'Empire ottoman après la guerre d'indépendance grecque. La Première République hellénique est alors dissoute.

### La Monarchie bavaroise
Léopold de Saxe-Cobourg-Gotha ayant refusé la couronne, le trône est accepté par le prince Othon de Bavière, qui devient Othon Ier de Grèce, après son élection par le parlement de Nauplie le 8 août 1832. Othon Ier gouverne en monarque absolu, est entouré de conseillers bavarois et se montre peu enclin à gouverner avec les vétérans de la guerre d'indépendance. Sous son règne, le pays est malgré tout modernisé : réorganisation de l'administration, de la justice, d'une armée régulière, de l'Église et de l'enseignement, avec la création, en 1837, de la première université de Grèce. Cette politique est facilitée par les prêts nombreux et importants que les « Puissances Protectrices » accordaient à la Grèce.
Othon Ier est contraint en 1843 d'accepter une constitution. Nationaliste et partisan de la Grande Idée, le souverain continue de susciter le mécontentement par sa politique étrangère et son absence de conversion à la religion orthodoxe. En octobre 1862, il est renversé par un nouveau soulèvement. Une élection d'un nouveau souverain est alors organisée, l'Assemblée choisissant le prince Guillaume de Danemark qui devient alors Georges Ier de Grèce et reçoit le titre de roi des Hellènes.

### Politique d'expansion

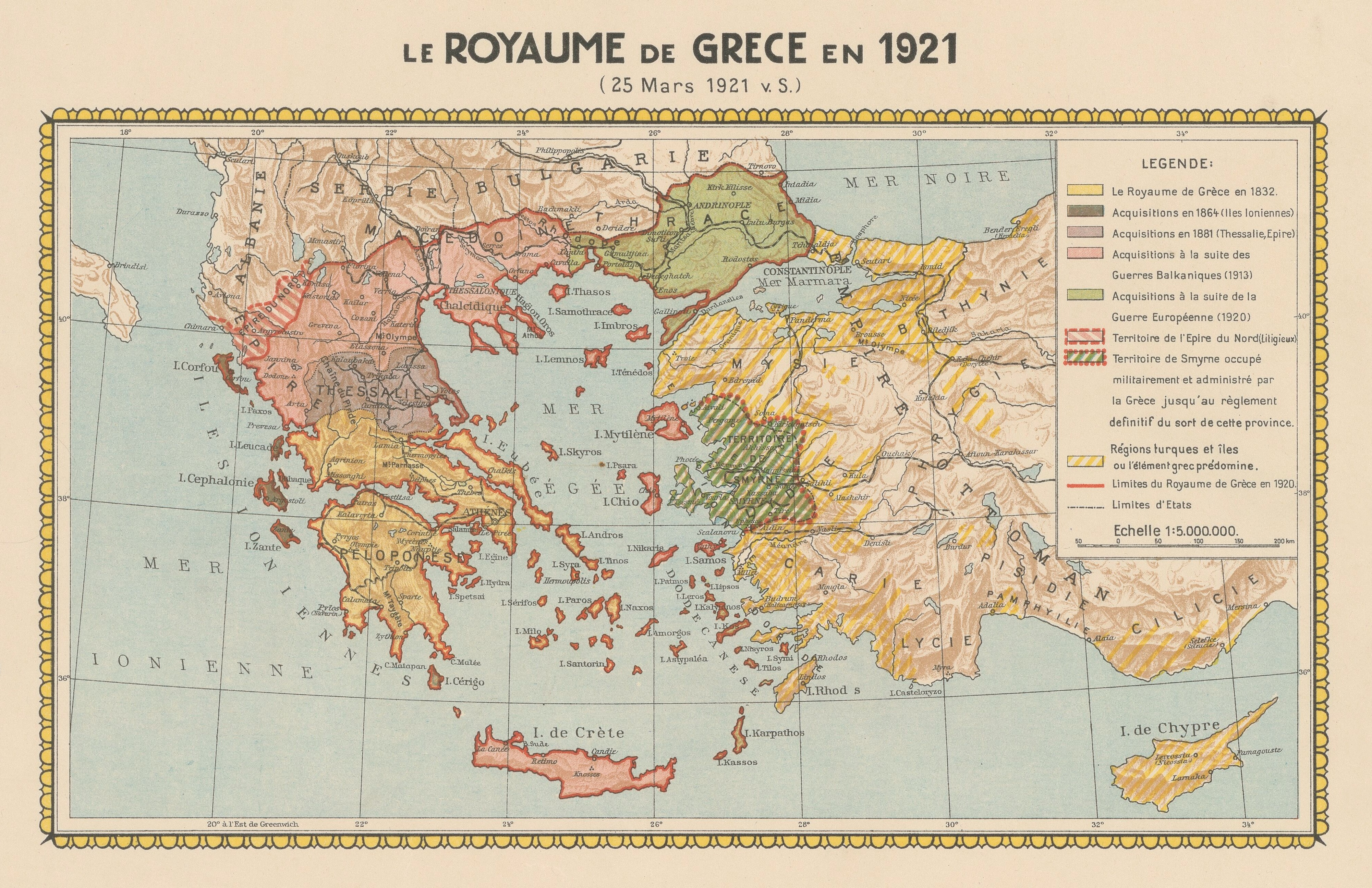
Royaume de Grèce 1832-1921 Expansion

Dès son arrivée au pouvoir en 1863, Georges Ier obtient du Royaume-Uni la cession des îles Ioniennes. En 1881, le traité de Constantinople permet le rattachement à la Grèce de la Thessalie et d'une partie de l'Épire. La Crète, toujours possession de l'Empire ottoman, est occupée par les troupes grecques en 1897, ce qui entraîne la déclaration de guerre de l'Empire Ottoman. La Grèce subissant une sévère défaite n'est sauvée que par l'intervention des grandes puissances qui imposent l'évacuation des troupes ottomane. Sous la pression des grandes puissances, l'île devient alors une province autonome de la Sublime Porte, avec à sa tête le prince Georges de Grèce.
En même temps, la Grèce se trouve impliquée dans la rivalité bulgaro-gréco-serbe en Macédoine, cette province encore ottomane étant revendiquée par la principauté de Bulgarie et celle de Serbie.
En 1912-1913, la Grèce participe aux deux Guerres balkaniques. Elle obtient la région de Thessalonique, l'Épire, les îles égéennes (moins le Dodécanèse cédé à l'Italie) et le rattachement définitif de la Crète autonome. Le royaume voit alors sa superficie et sa population multipliées par deux. Mais l'assassinat, le 18 mars 1913, de Georges Ier, auquel succède son fils Constantin Ier, provoque une grave crise politique. Le conflit a en effet révélé le sentiment de rivalité existant entre le nouveau souverain et le chef du gouvernement.

### Première Guerre mondiale et schisme national
C'est le déclenchement de la Première Guerre mondiale en 1914 qui est l'élément déclencheur de la rupture entre le roi et son Premier ministre. Beau-frère du Kaiser Guillaume II et pro-allemand, Constantin Ier est en effet en désaccord avec Elefthérios Venizélos, favorable à la Triple-Entente. En octobre 1915, le roi contraint donc Venizélos à quitter ses fonctions, mais ce dernier fonde à Thessalonique un Gouvernement de défense nationale soutenu par les Alliés et le pays se retrouve rapidement coupé en deux.
Le 10 juin 1917, sous la pression des forces de l'Entente, Constantin Ier doit finalement laisser le trône à son deuxième fils, Alexandre Ier.

### Du règne d'AlexandreIerà la Deuxième République
Une fois Venizélos revenu au pouvoir à Athènes, la Grèce entre officiellement en guerre contre les empires centraux. Quelques mois après la fin du conflit et la signature de l'armistice de Moudros, les Grecs débarquent à Smyrne, déclenchant ainsi la guerre gréco-turque. Les traités de Neuilly et de Sèvres assurent à la Grèce d'importants gains territoriaux, dont la Thrace orientale, Smyrne et une grande partie des provinces égéennes de l'Asie mineure. La réalisation de la Grande Idée apparaît alors proche, mais les Turcs refusent de plier.
La mort accidentelle, en octobre 1920, du roi Alexandre Ier et la défaite d'Elefthérios Venizélos aux élections de novembre sont suivies d'un plébiscite qui rappelle le roi Constantin au pouvoir le 15 décembre.
La Grèce est finalement battue par la coalition des nationalistes turcs dirigés par le républicain Mustafa Kemal. Le 27 septembre 1922, face aux désastres militaires, Constantin Ier doit à nouveau renoncer au trône et abdique en faveur de son fils aîné, Georges II. Le royaume de Grèce doit accepter le traité de Lausanne et abandonner l'ensemble de ses conquêtes territoriales en Anatolie et en Thrace orientale. Un important échange de populations a lieu entre les deux pays. Cet échec politique et les difficultés économiques que traverse le pays conduisent à l'exil de Georges II. La Deuxième République hellénique est proclamée le 25 mars 1924, puis confirmée par un plébiscite le 13 avril.

### Restauration de la monarchie et dictature militaire
La République s'avère très instable et, le 3 novembre 1935, un nouveau plébiscite, très contesté, organisé par le Premier ministre Geórgios Kondýlis, décide de la restauration de la monarchie à plus de 95 % des suffrages.
L'instabilité politique perdure cependant et les gains électoraux du Parti communiste de Grèce empêchent les élections de janvier 1936 de dégager une majorité. Le 4 août 1936, un coup d'État, organisé par le général Ioannis Metaxas, permet l'instauration d'un régime dictatorial soutenu par le roi : c'est le Régime du 4-Août.

### Seconde Guerre mondiale
En octobre 1940, la Grèce est envahie par l'Italie fasciste. La contre-attaque grecque est victorieuse mais entraîne une invasion du pays par l'Allemagne nazie le 9 avril 1941. La Grèce est alors occupée par l'Italie, l'Allemagne et la Bulgarie, et un gouvernement collaborateur, qui supprime toute référence à la monarchie, voit le jour à Athènes.
Le roi Georges II anime un gouvernement en exil. Une partie des forces armées grecques parvient à rejoindre le Moyen-Orient alors dominé par les Britanniques. Réarmées et encadrées par les Britanniques, placées sous l'autorité du gouvernement grec en exil, et renforcée par des volontaires issus des communautés grecques expatriées, les troupes grecques forment en Palestine mandataire l'Armée hellénique royale du Moyen-Orient (en grec moderne : Βασιλικός Ελληνικός Στρατός Μέσης Ανατολής, ou ΒΕΣΜΑ), qui participe aux combats aux côtés des Alliés, notamment lors des campagnes d'Afrique et du Moyen-Orient, où elles contribuent à la seconde bataille d'El Alamein. La 3e brigade de montagne des forces grecques libres participe ensuite à la campagne d'Italie et prend part à l'offensive contre la ligne gothique.
Dans le pays, la déportation des juifs est mise en œuvre. En parallèle, une importante résistance armée se développe, accompagnée de tensions grandissantes entre les groupes de résistants monarchistes, nationalistes et communistes. L'avancée des troupes soviétiques en Europe de l'est, les gains territoriaux réalisés par la résistance grecque et le débarquement des troupes britanniques en octobre 1944 entraînent le retrait des Allemands du territoire national.
La tension politique est cependant extrême et dégénère en conflit armé entre les communistes grecs, les républicains, les autorités monarchistes et les Britanniques. Une trêve précaire est conclue en février 1945. L'archevêque Damaskinos, chef du gouvernement, assure la régence du Royaume en attendant que le maintien ou non de la monarchie soit décidé.

### Guerre civile
Lors des élections du 3 mars 1946, les monarchistes obtiennent la majorité des voix. Un référendum garantit le retour sur le trône de Georges II, qui revient en septembre. Mais ce résultat électoral provoque la guerre civile avec les communistes. Le conflit dure jusqu'en 1949 et s'achève par la victoire des forces gouvernementales. Paul Ier a entretemps succédé à son frère Georges II, décédé en 1947.

### Reconstruction du pays
Après le conflit, la Grèce entreprend sa reconstruction grâce au Plan Marshall. En 1948, elle réalise l'annexion des îles du Dodécanèse, cédées par l'Italie lors du traité de Paris. Le pays souffre cependant d'une grande instabilité gouvernementale jusqu'en 1952. Après cette date, le gouvernement d’Aléxandros Papágos assure une certaine stabilité. Le parti communiste est interdit, les femmes obtiennent le droit de vote et une politique de conciliation et d'alliance est poursuivie avec la Turquie et la République fédérale populaire de Yougoslavie. Le gouvernement de Konstantínos Karamanlís poursuit cette politique.
En 1964, le chef de l'opposition Georges Papandréou remporte la victoire aux élections législatives. La même année, le jeune Constantin II succède à son père, le roi Paul Ier.

### Dictature des colonels
Papandréou apparaît favori pour les élections législatives de 1967, mais celles-ci sont empêchées par un coup d'État militaire, réalisé le 21 avril. Une junte militaire prend alors le pouvoir et la tentative de contre-coup d'État organisée par le roi Constantin II le 13 décembre 1967 aboutit finalement à l'exil de la famille royale. Malgré tout, la monarchie est officiellement maintenue et les dirigeants successifs de la junte assument le titre de régent.
Le 29 juillet 1973, un plébiscite organisé par le régime proclame cependant la République et le chef de la junte, Geórgios Papadópoulos, en devient le premier président.

### Fin de la monarchie
Après la chute de la dictature, le gouvernement de Konstantínos Karamanlís organise un nouveau référendum. Le 8 décembre 1974, 69 % des électeurs grecs se prononcent pour la fin de la monarchie et l'établissement de la République.

## Institutions
Une première constitution du royaume est projetée en 1832, mais n'est jamais promulguée, Othon Ier gouvernant pendant dix ans en monarque absolu. En 1844, la Grèce adopte finalement sa première constitution, qui en fait une monarchie constitutionnelle tout en établissant un parlement bicaméral, créant un Sénat et une Chambre des députés.
L'élection de Georges Ier est accompagnée, en 1864, d'une nouvelle constitution, plus libérale que la précédente, oriente clairement la Grèce dans le camp des démocraties parlementaires, reconnaissant la souveraineté populaire. L'article 31 stipule que tous les pouvoirs découlent de la nation, le roi n'en étant que le représentant. Néanmoins, le roi conserve le pouvoir de nommer le gouvernement et les ministres, sans qu'il soit précisé si ceux-ci doivent obligatoirement être issus de la majorité parlementaire. La Grèce passe en outre au monocamérisme : le Sénat est aboli, seule la Chambre des députés étant conservée.
En 1911, Elefthérios Venizélos adopte cinquante amendements constitutionnels, qui réforment notamment le statut de la propriété, ouvrent la perspective d'une réforme agraire, créent un Ministère de l'Agriculture et modifient les statuts des fonctionnaires comme des magistrats.
En 1936, Ioánnis Metaxás suspend la constitution, sans établir aucun amendement soutenant son régime. Après la Seconde Guerre mondiale et la guerre civile, la Grèce adopte, en 1952, une nouvelle constitution, qui interdit notamment le Parti communiste de Grèce. En 1967, lorsque le roi Constantin II est exilé, la Grèce se retrouve sans gouvernement ni chef d'État. Le « conseil révolutionnaire » de la junte militaire nomme alors un régent. L'année suivante, le régime des colonels promulgue une nouvelle constitution, qui ne maintient la monarchie que sur le papier.

## Arbre généalogique
|  |  |                                                  |                                                  |                                                  |                                                  |                                                  |                                                  |  |  | Othon Ier (1815-1867) ép. Amélie d'Oldenbourg      | Othon Ier (1815-1867) ép. Amélie d'Oldenbourg      | Othon Ier (1815-1867) ép. Amélie d'Oldenbourg      | Othon Ier (1815-1867) ép. Amélie d'Oldenbourg      | Othon Ier (1815-1867) ép. Amélie d'Oldenbourg      | Othon Ier (1815-1867) ép. Amélie d'Oldenbourg      |  |  |                                               |                                               |                                               |                                               |                                               |                                               |  |  | Georges Ier (1845-1913) ép. Olga Constantinovna                        | Georges Ier (1845-1913) ép. Olga Constantinovna                        | Georges Ier (1845-1913) ép. Olga Constantinovna                        | Georges Ier (1845-1913) ép. Olga Constantinovna                        | Georges Ier (1845-1913) ép. Olga Constantinovna                        | Georges Ier (1845-1913) ép. Olga Constantinovna                        |  |  |                                             |                                             |                                             |                                             |                                             |                                             |  |  |                                            |                                            |                                            |                                            |                                            |                                            |  |  |                                                |                                                |                                                |                                                |                                                |                                                |  |  |  |  |  |  |  |  |  |  |  |  |  |  |  |  |  |  |  |  |  |  |  |  |  |  |  |  |  |  |  |  |  |  |  |  |  |  |  |  |  |  |  |  |  |  |
|  |  |                                                  |                                                  |                                                  |                                                  |                                                  |                                                  |  |  | Othon Ier (1815-1867) ép. Amélie d'Oldenbourg      | Othon Ier (1815-1867) ép. Amélie d'Oldenbourg      | Othon Ier (1815-1867) ép. Amélie d'Oldenbourg      | Othon Ier (1815-1867) ép. Amélie d'Oldenbourg      | Othon Ier (1815-1867) ép. Amélie d'Oldenbourg      | Othon Ier (1815-1867) ép. Amélie d'Oldenbourg      |  |  |                                               |                                               |                                               |                                               |                                               |                                               |  |  | Georges Ier (1845-1913) ép. Olga Constantinovna                        | Georges Ier (1845-1913) ép. Olga Constantinovna                        | Georges Ier (1845-1913) ép. Olga Constantinovna                        | Georges Ier (1845-1913) ép. Olga Constantinovna                        | Georges Ier (1845-1913) ép. Olga Constantinovna                        | Georges Ier (1845-1913) ép. Olga Constantinovna                        |  |  |                                             |                                             |                                             |                                             |                                             |                                             |  |  |                                            |                                            |                                            |                                            |                                            |                                            |  |  |                                                |                                                |                                                |                                                |                                                |                                                |  |  |  |  |  |  |  |  |  |  |  |  |  |  |  |  |  |  |  |  |  |  |  |  |  |  |  |  |  |  |  |  |  |  |  |  |  |  |  |  |  |  |  |  |  |  |
|  |  |                                                  |                                                  |                                                  |                                                  |                                                  |                                                  |  |  |                                                    |                                                    |                                                    |                                                    |                                                    |                                                    |  |  |                                               |                                               |                                               |                                               |                                               |                                               |  |  |                                                                        |                                                                        |                                                                        |                                                                        |                                                                        |                                                                        |  |  |                                             |                                             |                                             |                                             |                                             |                                             |  |  |                                            |                                            |                                            |                                            |                                            |                                            |  |  |                                                |                                                |                                                |                                                |                                                |                                                |  |  |  |  |  |  |  |  |  |  |  |  |  |  |  |  |  |  |  |  |  |  |  |  |  |  |  |  |  |  |  |  |  |  |  |  |  |  |  |  |  |  |  |  |  |  |
|  |  | Constantin Ier (1868-1923) ép. Sophie de Prusse  | Constantin Ier (1868-1923) ép. Sophie de Prusse  | Constantin Ier (1868-1923) ép. Sophie de Prusse  | Constantin Ier (1868-1923) ép. Sophie de Prusse  | Constantin Ier (1868-1923) ép. Sophie de Prusse  | Constantin Ier (1868-1923) ép. Sophie de Prusse  |  |  | Georges (1869-1957) ép. Marie Bonaparte            | Georges (1869-1957) ép. Marie Bonaparte            | Georges (1869-1957) ép. Marie Bonaparte            | Georges (1869-1957) ép. Marie Bonaparte            | Georges (1869-1957) ép. Marie Bonaparte            | Georges (1869-1957) ép. Marie Bonaparte            |  |  | Alexandra (1870-1891) ép. Paul Alexandrovitch | Alexandra (1870-1891) ép. Paul Alexandrovitch | Alexandra (1870-1891) ép. Paul Alexandrovitch | Alexandra (1870-1891) ép. Paul Alexandrovitch | Alexandra (1870-1891) ép. Paul Alexandrovitch | Alexandra (1870-1891) ép. Paul Alexandrovitch |  |  | Nicolas (1872-1938) ép. Hélène Vladimirovna                            | Nicolas (1872-1938) ép. Hélène Vladimirovna                            | Nicolas (1872-1938) ép. Hélène Vladimirovna                            | Nicolas (1872-1938) ép. Hélène Vladimirovna                            | Nicolas (1872-1938) ép. Hélène Vladimirovna                            | Nicolas (1872-1938) ép. Hélène Vladimirovna                            |  |  | Marie (1876-1940) ép. Georges Mikhaïlovitch | Marie (1876-1940) ép. Georges Mikhaïlovitch | Marie (1876-1940) ép. Georges Mikhaïlovitch | Marie (1876-1940) ép. Georges Mikhaïlovitch | Marie (1876-1940) ép. Georges Mikhaïlovitch | Marie (1876-1940) ép. Georges Mikhaïlovitch |  |  | André (1882-1944) ép. Alice de Battenberg  | André (1882-1944) ép. Alice de Battenberg  | André (1882-1944) ép. Alice de Battenberg  | André (1882-1944) ép. Alice de Battenberg  | André (1882-1944) ép. Alice de Battenberg  | André (1882-1944) ép. Alice de Battenberg  |  |  | Christophe (1888-1940) ép. Françoise d'Orléans | Christophe (1888-1940) ép. Françoise d'Orléans | Christophe (1888-1940) ép. Françoise d'Orléans | Christophe (1888-1940) ép. Françoise d'Orléans | Christophe (1888-1940) ép. Françoise d'Orléans | Christophe (1888-1940) ép. Françoise d'Orléans |  |  |  |  |  |  |  |  |  |  |  |  |  |  |  |  |  |  |  |  |  |  |  |  |  |  |  |  |  |  |  |  |  |  |  |  |  |  |  |  |  |  |  |  |  |  |
|  |  | Constantin Ier (1868-1923) ép. Sophie de Prusse  | Constantin Ier (1868-1923) ép. Sophie de Prusse  | Constantin Ier (1868-1923) ép. Sophie de Prusse  | Constantin Ier (1868-1923) ép. Sophie de Prusse  | Constantin Ier (1868-1923) ép. Sophie de Prusse  | Constantin Ier (1868-1923) ép. Sophie de Prusse  |  |  | Georges (1869-1957) ép. Marie Bonaparte            | Georges (1869-1957) ép. Marie Bonaparte            | Georges (1869-1957) ép. Marie Bonaparte            | Georges (1869-1957) ép. Marie Bonaparte            | Georges (1869-1957) ép. Marie Bonaparte            | Georges (1869-1957) ép. Marie Bonaparte            |  |  | Alexandra (1870-1891) ép. Paul Alexandrovitch | Alexandra (1870-1891) ép. Paul Alexandrovitch | Alexandra (1870-1891) ép. Paul Alexandrovitch | Alexandra (1870-1891) ép. Paul Alexandrovitch | Alexandra (1870-1891) ép. Paul Alexandrovitch | Alexandra (1870-1891) ép. Paul Alexandrovitch |  |  | Nicolas (1872-1938) ép. Hélène Vladimirovna                            | Nicolas (1872-1938) ép. Hélène Vladimirovna                            | Nicolas (1872-1938) ép. Hélène Vladimirovna                            | Nicolas (1872-1938) ép. Hélène Vladimirovna                            | Nicolas (1872-1938) ép. Hélène Vladimirovna                            | Nicolas (1872-1938) ép. Hélène Vladimirovna                            |  |  | Marie (1876-1940) ép. Georges Mikhaïlovitch | Marie (1876-1940) ép. Georges Mikhaïlovitch | Marie (1876-1940) ép. Georges Mikhaïlovitch | Marie (1876-1940) ép. Georges Mikhaïlovitch | Marie (1876-1940) ép. Georges Mikhaïlovitch | Marie (1876-1940) ép. Georges Mikhaïlovitch |  |  | André (1882-1944) ép. Alice de Battenberg  | André (1882-1944) ép. Alice de Battenberg  | André (1882-1944) ép. Alice de Battenberg  | André (1882-1944) ép. Alice de Battenberg  | André (1882-1944) ép. Alice de Battenberg  | André (1882-1944) ép. Alice de Battenberg  |  |  | Christophe (1888-1940) ép. Françoise d'Orléans | Christophe (1888-1940) ép. Françoise d'Orléans | Christophe (1888-1940) ép. Françoise d'Orléans | Christophe (1888-1940) ép. Françoise d'Orléans | Christophe (1888-1940) ép. Françoise d'Orléans | Christophe (1888-1940) ép. Françoise d'Orléans |  |  |  |  |  |  |  |  |  |  |  |  |  |  |  |  |  |  |  |  |  |  |  |  |  |  |  |  |  |  |  |  |  |  |  |  |  |  |  |  |  |  |  |  |  |  |
|  |  |                                                  |                                                  |                                                  |                                                  |                                                  |                                                  |  |  |                                                    |                                                    |                                                    |                                                    |                                                    |                                                    |  |  |                                               |                                               |                                               |                                               |                                               |                                               |  |  |                                                                        |                                                                        |                                                                        |                                                                        |                                                                        |                                                                        |  |  |                                             |                                             |                                             |                                             |                                             |                                             |  |  |                                            |                                            |                                            |                                            |                                            |                                            |  |  |                                                |                                                |                                                |                                                |                                                |                                                |  |  |  |  |  |  |  |  |  |  |  |  |  |  |  |  |  |  |  |  |  |  |  |  |  |  |  |  |  |  |  |  |  |  |  |  |  |  |  |  |  |  |  |  |  |  |
|  |  |                                                  |                                                  |                                                  |                                                  |                                                  |                                                  |  |  |                                                    |                                                    |                                                    |                                                    |                                                    |                                                    |  |  |                                               |                                               |                                               |                                               |                                               |                                               |  |  |                                                                        |                                                                        |                                                                        |                                                                        |                                                                        |                                                                        |  |  |                                             |                                             |                                             |                                             |                                             |                                             |  |  |                                            |                                            |                                            |                                            |                                            |                                            |  |  |                                                |                                                |                                                |                                                |                                                |                                                |  |  |  |  |  |  |  |  |  |  |  |  |  |  |  |  |  |  |  |  |  |  |  |  |  |  |  |  |  |  |  |  |  |  |  |  |  |  |  |  |  |  |  |  |  |  |
|  |  | Georges II (1890-1947) ép. Élisabeth de Roumanie | Georges II (1890-1947) ép. Élisabeth de Roumanie | Georges II (1890-1947) ép. Élisabeth de Roumanie | Georges II (1890-1947) ép. Élisabeth de Roumanie | Georges II (1890-1947) ép. Élisabeth de Roumanie | Georges II (1890-1947) ép. Élisabeth de Roumanie |  |  | Alexandre Ier (1893-1920) ép. Aspasía Mános        | Alexandre Ier (1893-1920) ép. Aspasía Mános        | Alexandre Ier (1893-1920) ép. Aspasía Mános        | Alexandre Ier (1893-1920) ép. Aspasía Mános        | Alexandre Ier (1893-1920) ép. Aspasía Mános        | Alexandre Ier (1893-1920) ép. Aspasía Mános        |  |  | Hélène (1896-1982) ép. Carol II de Roumanie   | Hélène (1896-1982) ép. Carol II de Roumanie   | Hélène (1896-1982) ép. Carol II de Roumanie   | Hélène (1896-1982) ép. Carol II de Roumanie   | Hélène (1896-1982) ép. Carol II de Roumanie   | Hélène (1896-1982) ép. Carol II de Roumanie   |  |  | Paul Ier (1901-1964) ép. Frederika de Hanovre                          | Paul Ier (1901-1964) ép. Frederika de Hanovre                          | Paul Ier (1901-1964) ép. Frederika de Hanovre                          | Paul Ier (1901-1964) ép. Frederika de Hanovre                          | Paul Ier (1901-1964) ép. Frederika de Hanovre                          | Paul Ier (1901-1964) ép. Frederika de Hanovre                          |  |  | Irène (1904-1974) ép. Aymon de Savoie       | Irène (1904-1974) ép. Aymon de Savoie       | Irène (1904-1974) ép. Aymon de Savoie       | Irène (1904-1974) ép. Aymon de Savoie       | Irène (1904-1974) ép. Aymon de Savoie       | Irène (1904-1974) ép. Aymon de Savoie       |  |  | Catherine (1913-2007) ép. Richard Brandram | Catherine (1913-2007) ép. Richard Brandram | Catherine (1913-2007) ép. Richard Brandram | Catherine (1913-2007) ép. Richard Brandram | Catherine (1913-2007) ép. Richard Brandram | Catherine (1913-2007) ép. Richard Brandram |  |  |                                                |                                                |                                                |                                                |                                                |                                                |  |  |  |  |  |  |  |  |  |  |  |  |  |  |  |  |  |  |  |  |  |  |  |  |  |  |  |  |  |  |  |  |  |  |  |  |  |  |  |  |  |  |  |  |  |  |
|  |  | Georges II (1890-1947) ép. Élisabeth de Roumanie | Georges II (1890-1947) ép. Élisabeth de Roumanie | Georges II (1890-1947) ép. Élisabeth de Roumanie | Georges II (1890-1947) ép. Élisabeth de Roumanie | Georges II (1890-1947) ép. Élisabeth de Roumanie | Georges II (1890-1947) ép. Élisabeth de Roumanie |  |  | Alexandre Ier (1893-1920) ép. Aspasía Mános        | Alexandre Ier (1893-1920) ép. Aspasía Mános        | Alexandre Ier (1893-1920) ép. Aspasía Mános        | Alexandre Ier (1893-1920) ép. Aspasía Mános        | Alexandre Ier (1893-1920) ép. Aspasía Mános        | Alexandre Ier (1893-1920) ép. Aspasía Mános        |  |  | Hélène (1896-1982) ép. Carol II de Roumanie   | Hélène (1896-1982) ép. Carol II de Roumanie   | Hélène (1896-1982) ép. Carol II de Roumanie   | Hélène (1896-1982) ép. Carol II de Roumanie   | Hélène (1896-1982) ép. Carol II de Roumanie   | Hélène (1896-1982) ép. Carol II de Roumanie   |  |  | Paul Ier (1901-1964) ép. Frederika de Hanovre                          | Paul Ier (1901-1964) ép. Frederika de Hanovre                          | Paul Ier (1901-1964) ép. Frederika de Hanovre                          | Paul Ier (1901-1964) ép. Frederika de Hanovre                          | Paul Ier (1901-1964) ép. Frederika de Hanovre                          | Paul Ier (1901-1964) ép. Frederika de Hanovre                          |  |  | Irène (1904-1974) ép. Aymon de Savoie       | Irène (1904-1974) ép. Aymon de Savoie       | Irène (1904-1974) ép. Aymon de Savoie       | Irène (1904-1974) ép. Aymon de Savoie       | Irène (1904-1974) ép. Aymon de Savoie       | Irène (1904-1974) ép. Aymon de Savoie       |  |  | Catherine (1913-2007) ép. Richard Brandram | Catherine (1913-2007) ép. Richard Brandram | Catherine (1913-2007) ép. Richard Brandram | Catherine (1913-2007) ép. Richard Brandram | Catherine (1913-2007) ép. Richard Brandram | Catherine (1913-2007) ép. Richard Brandram |  |  |                                                |                                                |                                                |                                                |                                                |                                                |  |  |  |  |  |  |  |  |  |  |  |  |  |  |  |  |  |  |  |  |  |  |  |  |  |  |  |  |  |  |  |  |  |  |  |  |  |  |  |  |  |  |  |  |  |  |
|  |  |                                                  |                                                  |                                                  |                                                  |                                                  |                                                  |  |  |                                                    |                                                    |                                                    |                                                    |                                                    |                                                    |  |  |                                               |                                               |                                               |                                               |                                               |                                               |  |  |                                                                        |                                                                        |                                                                        |                                                                        |                                                                        |                                                                        |  |  |                                             |                                             |                                             |                                             |                                             |                                             |  |  |                                            |                                            |                                            |                                            |                                            |                                            |  |  |                                                |                                                |                                                |                                                |                                                |                                                |  |  |  |  |  |  |  |  |  |  |  |  |  |  |  |  |  |  |  |  |  |  |  |  |  |  |  |  |  |  |  |  |  |  |  |  |  |  |  |  |  |  |  |  |  |  |
|  |  |                                                  |                                                  |                                                  |                                                  |                                                  |                                                  |  |  |                                                    |                                                    |                                                    |                                                    |                                                    |                                                    |  |  |                                               |                                               |                                               |                                               |                                               |                                               |  |  |                                                                        |                                                                        |                                                                        |                                                                        |                                                                        |                                                                        |  |  |                                             |                                             |                                             |                                             |                                             |                                             |  |  |                                            |                                            |                                            |                                            |                                            |                                            |  |  |                                                |                                                |                                                |                                                |                                                |                                                |  |  |  |  |  |  |  |  |  |  |  |  |  |  |  |  |  |  |  |  |  |  |  |  |  |  |  |  |  |  |  |  |  |  |  |  |  |  |  |  |  |  |  |  |  |  |
|  |  |                                                  |                                                  |                                                  |                                                  |                                                  |                                                  |  |  | Alexandra (1921-1993) ép. Pierre II de Yougoslavie | Alexandra (1921-1993) ép. Pierre II de Yougoslavie | Alexandra (1921-1993) ép. Pierre II de Yougoslavie | Alexandra (1921-1993) ép. Pierre II de Yougoslavie | Alexandra (1921-1993) ép. Pierre II de Yougoslavie | Alexandra (1921-1993) ép. Pierre II de Yougoslavie |  |  | Sophie (1938) ép. Juan Carlos Ier d'Espagne   | Sophie (1938) ép. Juan Carlos Ier d'Espagne   | Sophie (1938) ép. Juan Carlos Ier d'Espagne   | Sophie (1938) ép. Juan Carlos Ier d'Espagne   | Sophie (1938) ép. Juan Carlos Ier d'Espagne   | Sophie (1938) ép. Juan Carlos Ier d'Espagne   |  |  | Constantin II (1940-2023) ép. Anne-Marie de Danemark                   | Constantin II (1940-2023) ép. Anne-Marie de Danemark                   | Constantin II (1940-2023) ép. Anne-Marie de Danemark                   | Constantin II (1940-2023) ép. Anne-Marie de Danemark                   | Constantin II (1940-2023) ép. Anne-Marie de Danemark                   | Constantin II (1940-2023) ép. Anne-Marie de Danemark                   |  |  | Irène (1942)                                | Irène (1942)                                | Irène (1942)                                | Irène (1942)                                | Irène (1942)                                | Irène (1942)                                |  |  |                                            |                                            |                                            |                                            |                                            |                                            |  |  |                                                |                                                |                                                |                                                |                                                |                                                |  |  |  |  |  |  |  |  |  |  |  |  |  |  |  |  |  |  |  |  |  |  |  |  |  |  |  |  |  |  |  |  |  |  |  |  |  |  |  |  |  |  |  |  |  |  |
|  |  |                                                  |                                                  |                                                  |                                                  |                                                  |                                                  |  |  | Alexandra (1921-1993) ép. Pierre II de Yougoslavie | Alexandra (1921-1993) ép. Pierre II de Yougoslavie | Alexandra (1921-1993) ép. Pierre II de Yougoslavie | Alexandra (1921-1993) ép. Pierre II de Yougoslavie | Alexandra (1921-1993) ép. Pierre II de Yougoslavie | Alexandra (1921-1993) ép. Pierre II de Yougoslavie |  |  | Sophie (1938) ép. Juan Carlos Ier d'Espagne   | Sophie (1938) ép. Juan Carlos Ier d'Espagne   | Sophie (1938) ép. Juan Carlos Ier d'Espagne   | Sophie (1938) ép. Juan Carlos Ier d'Espagne   | Sophie (1938) ép. Juan Carlos Ier d'Espagne   | Sophie (1938) ép. Juan Carlos Ier d'Espagne   |  |  | Constantin II (1940-2023) ép. Anne-Marie de Danemark                   | Constantin II (1940-2023) ép. Anne-Marie de Danemark                   | Constantin II (1940-2023) ép. Anne-Marie de Danemark                   | Constantin II (1940-2023) ép. Anne-Marie de Danemark                   | Constantin II (1940-2023) ép. Anne-Marie de Danemark                   | Constantin II (1940-2023) ép. Anne-Marie de Danemark                   |  |  | Irène (1942)                                | Irène (1942)                                | Irène (1942)                                | Irène (1942)                                | Irène (1942)                                | Irène (1942)                                |  |  |                                            |                                            |                                            |                                            |                                            |                                            |  |  |                                                |                                                |                                                |                                                |                                                |                                                |  |  |  |  |  |  |  |  |  |  |  |  |  |  |  |  |  |  |  |  |  |  |  |  |  |  |  |  |  |  |  |  |  |  |  |  |  |  |  |  |  |  |  |  |  |  |
|  |  |                                                  |                                                  |                                                  |                                                  |                                                  |                                                  |  |  |                                                    |                                                    |                                                    |                                                    |                                                    |                                                    |  |  |                                               |                                               |                                               |                                               |                                               |                                               |  |  |                                                                        |                                                                        |                                                                        |                                                                        |                                                                        |                                                                        |  |  |                                             |                                             |                                             |                                             |                                             |                                             |  |  |                                            |                                            |                                            |                                            |                                            |                                            |  |  |                                                |                                                |                                                |                                                |                                                |                                                |  |  |  |  |  |  |  |  |  |  |  |  |  |  |  |  |  |  |  |  |  |  |  |  |  |  |  |  |  |  |  |  |  |  |  |  |  |  |  |  |  |  |  |  |  |  |
|  |  |                                                  |                                                  |                                                  |                                                  |                                                  |                                                  |  |  |                                                    |                                                    |                                                    |                                                    |                                                    |                                                    |  |  |                                               |                                               |                                               |                                               |                                               |                                               |  |  |                                                                        |                                                                        |                                                                        |                                                                        |                                                                        |                                                                        |  |  |                                             |                                             |                                             |                                             |                                             |                                             |  |  |                                            |                                            |                                            |                                            |                                            |                                            |  |  |                                                |                                                |                                                |                                                |                                                |                                                |  |  |  |  |  |  |  |  |  |  |  |  |  |  |  |  |  |  |  |  |  |  |  |  |  |  |  |  |  |  |  |  |  |  |  |  |  |  |  |  |  |  |  |  |  |  |
|  |  |                                                  |                                                  |                                                  |                                                  |                                                  |                                                  |  |  | Alexia (1965) ép. Carlos Morales Quintana          | Alexia (1965) ép. Carlos Morales Quintana          | Alexia (1965) ép. Carlos Morales Quintana          | Alexia (1965) ép. Carlos Morales Quintana          | Alexia (1965) ép. Carlos Morales Quintana          | Alexia (1965) ép. Carlos Morales Quintana          |  |  | Paul (1967) ép. Marie-Chantal Miller          | Paul (1967) ép. Marie-Chantal Miller          | Paul (1967) ép. Marie-Chantal Miller          | Paul (1967) ép. Marie-Chantal Miller          | Paul (1967) ép. Marie-Chantal Miller          | Paul (1967) ép. Marie-Chantal Miller          |  |  | Nikólaos (1969) ép. (1) div. Tatiana Blatnik (2) Chrysí Vardinogiánnis | Nikólaos (1969) ép. (1) div. Tatiana Blatnik (2) Chrysí Vardinogiánnis | Nikólaos (1969) ép. (1) div. Tatiana Blatnik (2) Chrysí Vardinogiánnis | Nikólaos (1969) ép. (1) div. Tatiana Blatnik (2) Chrysí Vardinogiánnis | Nikólaos (1969) ép. (1) div. Tatiana Blatnik (2) Chrysí Vardinogiánnis | Nikólaos (1969) ép. (1) div. Tatiana Blatnik (2) Chrysí Vardinogiánnis |  |  | Théodora (1983) ép. Matthew Kumar           | Théodora (1983) ép. Matthew Kumar           | Théodora (1983) ép. Matthew Kumar           | Théodora (1983) ép. Matthew Kumar           | Théodora (1983) ép. Matthew Kumar           | Théodora (1983) ép. Matthew Kumar           |  |  | Phílippos (1986) ép. Nina Flohr            | Phílippos (1986) ép. Nina Flohr            | Phílippos (1986) ép. Nina Flohr            | Phílippos (1986) ép. Nina Flohr            | Phílippos (1986) ép. Nina Flohr            | Phílippos (1986) ép. Nina Flohr            |  |  |                                                |                                                |                                                |                                                |                                                |                                                |  |  |  |  |  |  |  |  |  |  |  |  |  |  |  |  |  |  |  |  |  |  |  |  |  |  |  |  |  |  |  |  |  |  |  |  |  |  |  |  |  |  |  |  |  |  |
|  |  |                                                  |                                                  |                                                  |                                                  |                                                  |                                                  |  |  | Alexia (1965) ép. Carlos Morales Quintana          | Alexia (1965) ép. Carlos Morales Quintana          | Alexia (1965) ép. Carlos Morales Quintana          | Alexia (1965) ép. Carlos Morales Quintana          | Alexia (1965) ép. Carlos Morales Quintana          | Alexia (1965) ép. Carlos Morales Quintana          |  |  | Paul (1967) ép. Marie-Chantal Miller          | Paul (1967) ép. Marie-Chantal Miller          | Paul (1967) ép. Marie-Chantal Miller          | Paul (1967) ép. Marie-Chantal Miller          | Paul (1967) ép. Marie-Chantal Miller          | Paul (1967) ép. Marie-Chantal Miller          |  |  | Nikólaos (1969) ép. (1) div. Tatiana Blatnik (2) Chrysí Vardinogiánnis | Nikólaos (1969) ép. (1) div. Tatiana Blatnik (2) Chrysí Vardinogiánnis | Nikólaos (1969) ép. (1) div. Tatiana Blatnik (2) Chrysí Vardinogiánnis | Nikólaos (1969) ép. (1) div. Tatiana Blatnik (2) Chrysí Vardinogiánnis | Nikólaos (1969) ép. (1) div. Tatiana Blatnik (2) Chrysí Vardinogiánnis | Nikólaos (1969) ép. (1) div. Tatiana Blatnik (2) Chrysí Vardinogiánnis |  |  | Théodora (1983) ép. Matthew Kumar           | Théodora (1983) ép. Matthew Kumar           | Théodora (1983) ép. Matthew Kumar           | Théodora (1983) ép. Matthew Kumar           | Théodora (1983) ép. Matthew Kumar           | Théodora (1983) ép. Matthew Kumar           |  |  | Phílippos (1986) ép. Nina Flohr            | Phílippos (1986) ép. Nina Flohr            | Phílippos (1986) ép. Nina Flohr            | Phílippos (1986) ép. Nina Flohr            | Phílippos (1986) ép. Nina Flohr            | Phílippos (1986) ép. Nina Flohr            |  |  |                                                |                                                |                                                |                                                |                                                |                                                |  |  |  |  |  |  |  |  |  |  |  |  |  |  |  |  |  |  |  |  |  |  |  |  |  |  |  |  |  |  |  |  |  |  |  |  |  |  |  |  |  |  |  |  |  |  |